# Charrat
Charrat är en ort i kommunen Martigny i kantonen Valais, Schweiz. Orten var före den 1 januari 2021 en egen kommun, men inkorporerades då in i kommunen Martigny.